# Худовердова, Маргарита Николаевна
Маргарита Николаевна Худовердова (род. 1 февраля 1926 года) — 2016 ,
вокальный педагог, Заслуженный деятель искусств Российской Федерации (2007), Заслуженная артистка Казахской ССР. Профессор Ростовской консерватории.

## Биография
Маргарита Худовердова родилась 1 февраля 1926 года. В семье был еще один ребенок — старшая сестра Мария. Отец был репрессирован.
Обладательница лирико-колоратурного сопрано. С началом Второй мировой войны хотела попасть в состав фронтовой бригады, но ей отказал в этом начальник областного управления культуры Александр Георгиевич Григоров, посоветовав поступать в музыкальное училище, которое должно было открыться через 2 недели. Маргарита Худовердова прислушалась к его совету и поступала в училище. Но когда она переходила с подготовительного отделения на основной курс — ей занизили балл. Из-за этого она решила оставить учебу в училище и нашла работу в театре музыкальной комедии. В театре вначале она работала в хоре, затем — стала исполнять сольную партию в комической опере Виктора Долидзе «Кето и Котэ». Во время гастролей с театром в Москве, она попросила профессора Николая Ивановича Сперанского прослушать её и педагог посоветовал поступать ей в вуз. Тогда Маргарита Худовердова поступила в институт им. Гнесиных, где Николай Сперанский заведовал вокальной кафедрой. Параллельно она прошла прослушивание в Московскую консерваторию и успешно сдала вступительные экзамены. Между двумя вузами Маргарита Худовердова выбрала Московскую консерваторию, но в приёмной комиссии института им. Гнесиных отказались возвращать ей документы. Возник небольшой конфликт, в который вмешался начальник управления учебных заведений министерства культуры. Маргарита Худовердова заявила, что если ей не разрешат учиться в Московской консерватории, она уедет в Ленинград и получила разрешение на обучение в консерватории.
В 1954 году окончила Московскую государственную консерваторию с отличием. Её преподавателем был профессор, заслуженный деятель искусств Российской Федерации Анатолий Доливо. Также её многому учила и опекала Валерия Владимировна Барсова.
Была ведущей солисткой Алма-Атинского театра, на сцене которого проработала 18 лет. Дебютировала в театре Алма-Ата с партией Виолетты, «Травиата» Дж. Верди. Ее партнером был Ермек Серкебаев. На сцене Казахской оперы она исполнила партии Джильды («Риголетто» Дж. Верди), Лакмэ, Джульетту («Ромео и Джульетта»), Розину.
Вместе с Ермеком Серкебаевым она стала лауреатом на Всемирном фестивале молодежи и студентов в Москве.
В 1978 году Маргарита Худовердова оставила театр в Алма-Ате и уехала в Ростов-на-Дону, чтобы быть поближе к маме. Начала работать в Ростовской консерватории преподавателем, среди её учениц была Рахима Жубатурова, ставшая народной артисткой Казахстана и лауреатом Всероссийского конкурса имени Глинки. Среди других её учеников: Сусанна Чубарова, Карина Григорян, Виктория Ястребова, Кирина Чепурнова, Анна Макарова, Петр Макаров, Ольга Макарова, Оксана Андреева, Наталья Дмитриевская, Лусинэ Агаджанян, Евгения Долгополова, Юрий Глухинький. Среди выпускников класса профессора Маргариты Худовердовой — Анна Маркарова.
Маргарита Худовердова проработала 38 лет на кафедре сольного пения Ростовской консерватории. Вначале работала обыкновенным педагогом, 10 лет исполняла обязанности профессора. С 1984 по 2010 год заведовала кафедрой сольного пения. Когда в Ростове-на-Дону появился музыкальный театр, его художественный руководитель Вячеслав Кущев пригласил Маргариту Худовердову туда преподавателем.
С 1990 по 2010 год была профессором Ростовской консерватории, прекратила работу в связи с состоянием здоровья.